# Freebird Airlines
Freebird Airlines (тур. Hürkuş Havayolu Taşımacılık ve Ticaret A.Ş.) — турецька авіакомпанія, що входить в Gözen Holding і виконує чартерні рейси між Європою, Ліваном і турецькими курортами.

## Історія
Компанія була заснована в 2000 році. 5 квітня 2001 року вона почала свою діяльність, запустивши рейси між Стамбулом і Ліоном на McDonnell Douglas MD-83.
У листопаді 2003 року був отриманий перший Airbus A320, і на сьогоднішній день флот компанії укомплектований тільки літаками цього сімейства.

## Флот
Флот Freebird Airlines на березень 2016:
| Повітряне судно | Кількість | Місткість |
| --------------- | --------- | --------- |
| Airbus A320-200 | 8         | 180       |